# Ravenlok
 (juillet 2025).
 (mai 2023).
Ravenlok est un jeu vidéo action-RPG indépendant développé et édité par Cococucumber. Le jeu suit une jeune fille nommée Ravenlok, qui se retrouve éloignée de la réalité et dans un pays imaginaire maudit par la méchante reine Caterpillar. Ravenlok est sorti sur Microsoft Windows, Xbox One et Xbox Series le 4 mai 2023.

## Système de jeu
Ravenlok est un jeu vidéo action-RPG qui combine la technologie voxel avec le pixel art. Le jeu se joue une à la vue à la troisième personne, dans laquelle les joueurs combattent des ennemis à l'aide d'un combo épée et bouclier.
Les fonctionnalités de gameplay incluent des combats de boss basés en arène, un système de mise à niveau où les joueurs peuvent rechercher de nouvelles armes et objets pour améliorer leurs compétences, et des quêtes où les joueurs peuvent interagir avec des personnages secondaires et découvrir leurs histoires.

## Histoire
Ravenlok est un conte de fées imaginant l'histoire d'une jeune fille et sa quête pour accomplir une prophétie dangereuse. Le jeu suit Kira, dont la famille a emménagé dans une nouvelle maison à la campagne, après avoir hérité du domaine d'un parent disparu. En enquêtant sur sa nouvelle maison, Kira tombe à travers un miroir dans un royaume magique appelé Dunia, où elle prend le manteau de Ravenlok et se lance dans un voyage. Les développeurs ont révélé que la maison du monde réel de Ravenlok se situe dans un endroit non spécifié du Canada rural.
Le jeu s'inspire des aventures d'Alice au pays des merveilles, la protagoniste étant tirée à travers un miroir dans un monde fantastique. Mais contrairement aux adaptations modernes du roman, l'histoire ne semble pas inclure des sujets lourds, comme la maladie mentale. Les personnages secondaires et les ennemis incluent des chevaliers faits de cartes, une reine de cœur, un lapin blanc, des bouffons de cour, des gardes de cartes à jouer et des versions robotiques de Tweedledum et Tweedledee,.

## Développement
Ravenlok a été annoncé et une bande-annonce a été révélée lors du Showcase Xbox et Bethesda en 2022. La bande-annonce initiale a été saluée pour son style artistique unique, qui associe des conceptions de personnages à base de voxel et des ressources 3D non voxel. La bande-annonce fait référence à des éléments classiques des aventures d'Alice au pays des merveilles de Lewis Carroll, avec à la fois le scénario et la conception des personnages rappelant les œuvres célèbres de Carroll. Les premières images de Ravenlok ont également été comparées avec Américan McGee's Alice des années 2000, un autre jeu d'action-aventure à la troisième personne et un récit moderne d'Alice au pays des merveilles.
Ravenlok est le troisième et dernier volet de la trilogie voxel de Cococucumber, après les sorties de Riverbond et Echo Generation,. Ravenlok a été décrit comme le point culminant de l'exploration de leur studio dans l'esthétique des pixels 3D.  Avant les partenariats avec Microsoft et Xbox pour Ravenlok, Echo Generation avait reçu une attention positive en ligne du PDG de Microsoft Gaming, Phil Spencer, et de la vice-présidente de Xbox, Sarah Bond, sur Twitter.
L'équipe Cococucumber a parlé de se pencher sur les thèmes de la famille, de l'identité et de trouver sa maison dans la structure d'une histoire de passage à l'âge adulte, tout en incorporant des éléments de différentes histoires fantastiques. Une inspiration supplémentaire a été trouvée dans l'exploration de l'idée d'identité asiatique. Bien que cela ne soit pas explicitement mentionné, le protagoniste vient d'une famille asiatique.
La directrice du jeu Ravenlok, Vanessa Chia, a déclaré à Epic Games Store que "les œuvres du Studio Ghibli sont une merveilleuse source d'inspiration, en particulier Mon voisin Totoro, Kiki's Delivery Service et Spirited Away ". L'équipe Cococucumber a déclaré que le jeu faisait référence à un certain nombre d'histoires fantastiques, telles que Labyrinth, la série Le Seigneur des Anneaux, The Neverending Story et Over the Garden Wall.
L'équipe Cococucumber a parlé de son objectif de créer un jeu de rôle d'action qui s'appuie sur les éléments de gameplay de leurs œuvres précédentes, en particulier le combat au tour par tour dans Echo Generation et les éléments d'exploration de donjons et d'arcade de Riverbond.

## Sortie
Ravenlok est sorti le 4 mai 2023 sur Microsoft Windows, Xbox One et Xbox Series et le jour-même sur le service de Microsoft du Xbox Game Pass,